# Thelairosoma carbonatum
Thelairosoma carbonatum är en tvåvingeart som först beskrevs av Louis-Paul Mesnil 1944.  Thelairosoma carbonatum ingår i släktet Thelairosoma och familjen parasitflugor.
Artens utbredningsområde är Madagaskar. Inga underarter finns listade i Catalogue of Life.